# Linelight
Linelight — это приключенческая инди-головоломка, созданная независимой студией My Dog Zorro. Игрок управляет точкой и должен проходить путь по заданной линии.

## Игровой процесс
Игра является двухмерной головоломкой, представленной запутанными линиями. Игрок управляет точкой, которая может перемещаться только внутри линии. Цель игрока — добраться до жёлтого ромба. Это не обязательно, однако данные ромбы необходимы, чтобы разблокировать следующие локации. На некоторых уровнях для того, чтобы добраться до ромба, необходимо прежде добыть ключ, открывающий доступ к ромбу. Линии как правило запутанны или сплетаются между собой, образуя сетки.
Некоторые участки линий могут перемещаться, если активировать механизм рядом. Для этого достаточно прикоснуться к механизму управляемой точкой. Второе прикосновение переместит участок линии в исходное положение. Так как точка может перемещаться только вперёд/назад, активация механизма требует поиска обходных путей. Также на пути могут попадать красные, «враждебные» перемещающиеся точки. Игрок должен избегать с контакт с ними, в противном случае прохождение уровня перезапустится. На некоторых уровнях не возможно не избегать контакта с красной точкой, поэтому её маршрут можно изменить с помощью механизмов для перемещения участков линии. 

## Разработка
Разработкой игры занималась независимая американская студия My Dog Zorro. Создание игры исходило из идеи, «а если мы — линии и всё происходящее вокруг нас — тоже линии?». Главным разработчиков выступил Бретт Тейлер. Он заметил, что несмотря на видимую простоту игры, прописывание игрового движка оказалось для программиста крайне тяжёлым, так как такой движок отличался от того, над чем Тейлер раннее работал. В начале проект представлял собой просто прямые и пересекающиеся линии и уже потом превратился в полноценную игру, после того, как туда добавили перемещающиеся линии и красные точки. Программист заметил, что простая концепция гемплея, а именно перемещения по прямой линии даёт большую творческую свободу в придумывании разных головоломок. Особое внимание создатели уделили музыкальному сопровождению, которое занимает 90% от веса самой игры. После выхода, игра LineLight была распродана в 20,000 копий в Steam, после выхода игры на мобильных устройствах, количество продаже игры удвоилось.

## Критика
| Сводный рейтинг    | Сводный рейтинг          |
| Агрегатор          | Оценка                   |
| ------------------ | ------------------------ |
| Metacritic         | 90/100 (PC) 96/100 (iOS) |
| Иноязычные издания |                          |
| Издание            | Оценка                   |
| TouchArcade        | 10/10                    |
| AppAdvice          | 9,8/10                   |
| GameZebo           | [ 6 ]                    |
| Hardcore Gamer     | [ 7 ]                    |
| God is a Geek      | 9/10                     |

Игра получила восторженные оценки от игровых критиков, средняя оценка на сайте-агрегаторе Metacritic для ПК-версии составила 90 балла из 100 возможных. Средняя оценка для мобильной версии составила 96 баллов из 100.
Критик сайта Toucharcade заметил, как в последние годы App Store стала главной площадкой для выпуска шедевральных инди-игр, работающих по принципу «покажи, но не говори». Хотя данная игра была изначально создана для ПК, он чувствует себя как никак лучше на мобильных платформах. Критик в целом назвал Linelight «красивым световым шоу», в целом достойной игрой с хитроумными головоломками, простыми элементами управления, потрясающими визуальными эффектами и приятным музыкальным сопровождением. Несмотря на свой минималистичный дизайн, игра по мнению критика предоставляет незабываемый опыт прохождения. Тем не менее критик указал на неудобное управление, которое выражается в неточной или запоздалой реакции на движения пальцев, из-за чего становится особенно сложно проходить уровни, требующие быстрых рефлексов.
Критик сайта GameZebo заметил, что Linelight завлекает своей эстетической простотой, замысловатыми линиями и искусственными световыми эффектами. Критик оценил большое разнообразие представленных головоломок и то, как игра неспешно позволяет игроку изучить все ловушки перед тем, как уровень сложности будет неизменно повышаться. Однако впечатление от игры портит заторможенное управление, из-за чего прохождение на некоторых уровнях становится почти не возможным. Тем не менее критик в целом назвал игру «жемчужиной» в мире мобильных игр, хотя не до конца совершенной.